# Comatulides dawsoni
Comatulides dawsoni är en sjöliljeart som beskrevs av McKnight 1977a. Comatulides dawsoni ingår i släktet Comatulides och familjen Comasteridae. Inga underarter finns listade i Catalogue of Life.